# Ringo Starr and His All Starr Band Volume 2: Live From Montreux
Albums de Ringo Starr
Time Takes Time
(1992) Ringo Starr and His third All-Starr Band-Volume 1
(1997)
Ringo Starr and His All Starr Band Volume 2: Live From Montreux est le deuxième album live de Ringo Starr et son "All-Starr Band". L'ancien batteur des Beatles, qui se produit ici au festival de Jazz de Montreux avec une autre version de son "All-Starr Band". Le principe de cette formation variable étant de s'entourer de musiciens prestigieux.

## Le All-Starr Band
Les musiciens dont s'est entouré Ringo Starr pour l'occasion sont :
- Joe Walsh : Guitare, chant
- Todd Rundgren : Guitare, chant
- Nils Lofgren : Guitare
- Dave Edmunds : Guitare
- Timothy B. Schmit : Basse, chant
- Burton Cummings : Piano, chant
- Tim Capello : Saxophone
- et pour la première fois sur un album, son propre fils Zak Starkey à la batterie.

## Liste des pistes
1. The Really "Serious" Introduction par Quincy Jones – 2:04
2. I'm the Greatest (John Lennon) – 3:28
3. Don't Go Where the Road Don't Go (Richard Starkey/Johnny Warman/Gary Grainger) – 4:45
4. Yellow Submarine (John Lennon/Paul McCartney) – 4:10
5. Desperado (Don Henley/Glenn Frey) – 2:33 - Par Joe Walsh
6. I Can't Tell You Why (Don Henley/Glenn Frey/Timothy B. Schmit) – 5:14 - Par Timothy B. Schmit
7. Girls Talk (Elvis Costello) – 3:35 - Par Dave Edmunds
8. Weight of the World (Brian O'Doherty/Fred Velez) – 4:11
9. Bang the Drum All Day (Todd Rundgren) – 3:40 - Par Todd Rundgren
10. Walking Nerve (Nils Lofgren) – 4:06 - Par Nils Lofgren
11. Black Maria (Todd Rundgren) – 5:27 - Par Todd Rundgren
12. In the City (Joe Walsh/Barry DeVorzon) – 4:33 - Par Joe Walsh
13. American Woman (Burton Cummings/Randy Bachman/Gary Peterson/Michael Cale) – 6:21 - Par Burton Cummings
14. Boys (Luther Dixon/Wes Farrell) – 3:50
15. With a Little Help from My Friends (John Lennon/Paul McCartney) – 7:07